# Emergency: Quantum Leap
Emergency: Quantum Leap (tiếng Hàn: 비상: Quantum Leap) là mini-album duy nhất của nhóm nhạc nam Hàn Quốc X1, nhóm nhạc bước ra từ chương trình truyền hình thực tế sống còn của đài Mnet Produce X 101. Album được phát hành ngày 27 tháng 8 năm 2019 bởi Swing Entertainment dưới dạng đĩa cứng và tải kỹ thuật số.

## Trước ngày phát hành
X1 được thành lập thông qua chương trình thực tế Produce X 101, mùa thứ tư của loạt chương trình thực tế sống còn Produce 101 của Mnet. Với việc chương trình kết thúc vào tháng 7 năm 2019, đại diện quản lý của nhóm, Swing Entertainment, đã thông báo rằng X1 sẽ ra mắt chính thức vào ngày 27 tháng 8 năm 2019.
Mini-album đầu tay, mang tên Emergency: Quantum Leap (tạm dịch: Khẩn cấp: Bước nhảy lượng tử), được công bố vào ngày 1 tháng 8. Hình ảnh có sự góp mặt của từng thành viên được phát hành từ ngày 9 tháng 8 đến ngày 19 tháng 8.
Toàn bộ album và video âm nhạc cho bài hát chủ đề "Flash" đã được phát hành vào ngày 27 tháng 8 năm 2019.

## Quảng bá
Trước khi ra mắt, nhóm sẽ bắt đầu quảng bá thông qua chương trình thực tế X1 Flash, được công chiếu vào ngày 22 tháng 8 năm 2019, trên kênh truyền hình cáp Mnet. Chương trình sẽ theo chân các thành viên trước khi họ chuẩn bị ra mắt.
Nhóm đã ra mắt vào ngày 27 tháng 8 năm 2019 với một buổi giới thiệu kết hợp concert đầu tiên tại Gocheok Sky Dome.

## Danh sách bài hát
| Tải kỹ thuật số | Tải kỹ thuật số                                                       | Tải kỹ thuật số                       | Tải kỹ thuật số                                  | Tải kỹ thuật số                       | Tải kỹ thuật số |
| STT             | Nhan đề                                                               | Phổ lời                               | Phổ nhạc                                         | Phối khí                              | Thời lượng      |
| --------------- | --------------------------------------------------------------------- | ------------------------------------- | ------------------------------------------------ | ------------------------------------- | --------------- |
| 1.              | "Stand Up" (Intro)                                                    | Hwang Hyun (Monotree), Park Cheol-eun | Hwang Hyun (Monotree)                            | Hwang Hyun (Monotree), Park Cheol-eun | 2:12            |
| 2.              | "Flash" (cách điệu của FLAϟH)                                         | Score, Megatone, Onestar (Monotree)   | Score, Megatone, Onestar (Monotree), 88247       | Score, Megatone, Onestar (Monotree)   | 3:33            |
| 3.              | "Like Always" (웃을 때 제일 예뻐 (tạm dịch: Em đẹp nhất khi em cười)) | Jeong Ho-hyun (e.one)                 | Jeong Ho-hyun (e.one), Uno Buckx                 | Jeong Ho-hyun (e.one)                 | 3:26            |
| 4.              | "I'm Here For You" (괜찮아요 (tạm dịch: Sẽ ổn thôi))                  | Score, Megatone, Door                 | Score, Megatone, Door, J.Rise                    | Score, Megatone                       | 4:42            |
| 5.              | "U Got It" (X1 version)                                               | Kiggen                                | Noheul, Sean Alexander, Drew Ryan Scott, Eginius | Noheul                                | 3:10            |
| 6.              | "Move (Prod. Zico)" (움직여; X1 version)                              | Zico                                  | Zico, Poptime                                    | Zico, Poptime                         | 3:07            |

| Emergency: Quantum Leap – Phiên bản đĩa cứng | Emergency: Quantum Leap – Phiên bản đĩa cứng | Emergency: Quantum Leap – Phiên bản đĩa cứng | Emergency: Quantum Leap – Phiên bản đĩa cứng            | Emergency: Quantum Leap – Phiên bản đĩa cứng            | Emergency: Quantum Leap – Phiên bản đĩa cứng |
| STT                                          | Nhan đề                                      | Phổ lời                                      | Phổ nhạc                                                | Phối khí                                                | Thời lượng                                   |
| -------------------------------------------- | -------------------------------------------- | -------------------------------------------- | ------------------------------------------------------- | ------------------------------------------------------- | -------------------------------------------- |
| 7.                                           | "X1-MA" (지마; X1 version)                   | Produce X 101                                | Fredrik `Figge` Bostrom, Cho Min-Kyung, Albin Nordqvist | Fredrik `Figge` Bostrom, Cho Min-Kyung, Albin Nordqvist | 4:13                                         |
| Tổng thời lượng:                             | Tổng thời lượng:                             | Tổng thời lượng:                             | Tổng thời lượng:                                        | Tổng thời lượng:                                        | 24:23                                        |

## Xếp hạng
| Chart (2019)                 | Thứ hạng cao nhất |
| ---------------------------- | ----------------- |
| French Digital Albums (SNEP) | 76                |
| 4                            | 4                 |
| Japan Hot Albums (Billboard) | 10                |
| 22                           | 22                |
| South Korean Albums (Gaon)   | 1                 |
| US World Albums (Billboard)  | 9                 |